# エリーザベト・フォン・グロスブリタンニエン
エリザベス・オブ・ザ・ユナイテッド・キングダム（英: Elizabeth of the United Kingdom）またはエリーザベト・フォン・グロスブリタンニエン（独: Elisabeth von Großbritannien, Irland und Hannover、1770年5月22日 - 1840年1月10日）は、ヘッセン＝ホンブルク方伯フリードリヒ6世の妃。

## 生涯
イギリス王ジョージ3世と王妃シャーロットの三女として、バッキンガム宮殿で生まれた。両親と姉妹たちに囲まれて育った。両親は子供たちのうち特に娘たちを手元に置こうとする傾向が強かったが、1812年にエリザベスは自分の私邸として、バークシャーのオールド・ウィンザーにあった元修道院を購入して移り住んだ。
1785年頃、エリザベスが小姓のジョージ・レイムス（George Ramus）と関係を持ち（結婚したとも）、娘イライザ（1786/7年生）をもうけたとする文献が見られるが、それを否定する文献も存在する。
1814年、イギリス宮廷で開催された舞踏会で、エリザベスはフリードリヒに目をとめた。彼は、美しいフッサール（軽騎兵）の制服を身につけた、1歳年上のオーストリア将校であった。「もし彼が独身なら、私が彼と結婚するわ！」とエリザベスは言った。周囲の猛反対にもかかわらず1818年4月7日、バッキンガム宮殿の礼拝堂で2人は挙式した。2人の結婚は純然たる恋愛結婚ではないが、互いに尊敬し認め合っていた。フリードリヒと結婚しドイツへ渡ることで、エリザベスは窮屈な家族との暮らしから逃れられ、またフリードリヒはイギリス王家とのつながりができたことで多くの利益を得た。2人は互いに同意し満足していたのである。
1820年、フリードリヒはヘッセン＝ホンブルク方伯位を継承した。彼はエリザベスの持参金と年金を用いて、バート・ホンブルクの宮殿を刷新した。エリザベスの方も、閉鎖的で堅苦しい生家に別れを告げ、今風の言い方で言えば、新たな環境で「本来の自分」を取り戻したのだった。1829年、フリードリヒと死別した。夫との間に子はなかったため、夫の実弟ルートヴィヒが方伯位を継承した。
1840年、エリザベスはフランクフルト・アム・マインで没した。